# Stephen Kearny
Stephen Watts Kearny (Newark, 30 de agosto de 1794-San Luis, Misuri, 31 de octubre de 1848) fue un militar estadounidense que tuvo una destacada participación en la Intervención estadounidense en México. También es recordado por haber participado en varias expediciones de exploración y pacificación en los territorios fronterizos, entonces poco conocidos, al oeste del río Misuri.

## Biografía

### Primeros años
Kearny nació el 30 de agosto de 1794 en Newark, en el estado de Nueva Jersey. Era hijo de Philip Kearny, Sr. y de Susanna Watts. Sus abuelos maternos fueron Robert Watts, un rico comerciante de Nueva York, y Mary Alexander, una hija del famoso general patriota de la Guerra de Independencia de los Estados Unidos, William Alexander.
Kearny asistió a escuelas públicas, y luego ingresó en la Universidad de Columbia, donde estudió durante dos años. Al abandonar la universidad, se incorporó a la Milicia de Nueva York (la futura Guardia Nacional de Nueva York, parte del sistema de la Guardia Nacional de los Estados Unidos) dando así inició a una carrera militar que marcaría el resto de su vida.
Stephen Kearny participó en la Guerra anglo-estadounidense de 1812 con el rango de teniente primero, y al final de la guerra eligió permanecer en el Ejército de los Estados Unidos. Fue asignado a la frontera occidental bajo el mando del general Henry Atkinson. En 1819 participó en la expedición que exploró el río Yellowstone, en los actuales estados de Montana y Wyoming, llegando hasta lo que hoy día es Nebraska, donde los expedicionarios fundaron el acantonamiento de Misuri, posteriormente rebautizado como Fort Atkinson (el primer cuartel del Ejército estadounidense en la zona del río Misuri).
En 1820 se casó con Mary Radford, la hijastra de William Clark, el famoso explorador que colideró la Expedición de Lewis y Clark (1804-1806). Kearny y su mujer tuvieron once hijos, falleciendo varios en su infancia.
En 1825 Kearny participó en otra expedición que llegó a la desembocadura del río Yellowstone. Durante sus jornadas con esas expediciones Kearny llevó una relación detallada de todo lo que vio, incluidas las relaciones que entabaron con los nativos indios de esas regiones.
En 1826 Kearny, que ya tenía el rango de mayor, fue nombrado primer comandante de la recién fundada instalación militar que al año siguiente recibiría el nombre de Puesto Militar de las Barracas de Jefferson, un cuartel situado al sur de la ciudad de San Luis, en Misuri. El nuevo acuartelamiento tuvo un personal inicial de seis oficiales y 245 soldados bajo el mando directo de Kearny. También fue designado como "Escuela Práctica de Infantería". Durante su estancia allí, Kearny fue invitado a menudo a la cercana ciudad de San Luis (centro de la política, el comercio y la economía de la región) como huésped de Meriwether Lewis Clark, Sr., hijo del padrastro de su esposa, William Clark.
En 1832, durante su gestión como comandante del cuartel de Jefferson, Kearny organizó un regimiento de dragones, similar a una unidad de caballería. La caballería del Ejército de los Estados Unidos finalmente surgió a partir de este regimiento, ganando para Kearny el apodo de «padre de la Caballería de los Estados Unidos». El regimiento fue instalado en Fort Leavenworth, en la actual Kansas, y Kearny fue ascendido a coronel. También fue nombrado comandante del Tercer Departamento Militar del Ejército, a cargo de la protección de la frontera y de la preservación de la paz entre las tribus indias de las Grandes Llanuras.
En 1839 Kearny marchó desde Fort Leavenworth con 20 compañías de dragones (la fuerza montada estadounidense más grande reunida hasta entonces) contra los indios cheroquis.
A principios de los años 1840, cuando los colonos empezaron a viajar a lo largo de la ruta de Oregón, Kearny a menudo ordenó a sus hombres que escoltasen a los viajeros para evitar los ataques de los indios. La escolta militar de las caravanas de carretas de los colonos se convertiría en las décadas siguientes en una política oficial del gobierno estadounidense. Para proteger a los emigrantes, Kearny fundó un nuevo puesto militar cerca de Nebraska City, en Nebraska, un acuartelamiento llamado Fort Kearny en su honor. Sin embargo, el Ejército se dio cuenta de que el sitio elegido no era adecuado y trasladó la instalación militar a otro sitio en el río Platte, en el centro de Nebraska.

### Kearny en la guerra mexicano-americana
En 1846 estalló la guerra entre Estados Unidos y México e inmediatamente Kearny ordenó reunir una fuerza de 1700 hombres entre soldados regulares y voluntarios en Fort Leavenworth para marchar contra los territorios mexicanos fronterizos. Kearny fue ascendido a general de brigada y procedió a designar con el nombre de Ejército del Oeste a la fuerza que había reunido (muchos años después, durante la Guerra de Secesión, se crearía otra fuerza militar estadounidense que llevaría el mismo nombre). Ese Ejército del Oeste se componía de dos regimientos de voluntarios de Misuri, un regimiento de voluntarios de Nueva York (que luego viajaría a la Alta California en barcos), batallones de artillería e infantería, 300 dragones del Primer Regimiento de Caballería de Estados Unidos y el famoso Batallón Mormón.

#### Invasión y conquista de Nuevo México

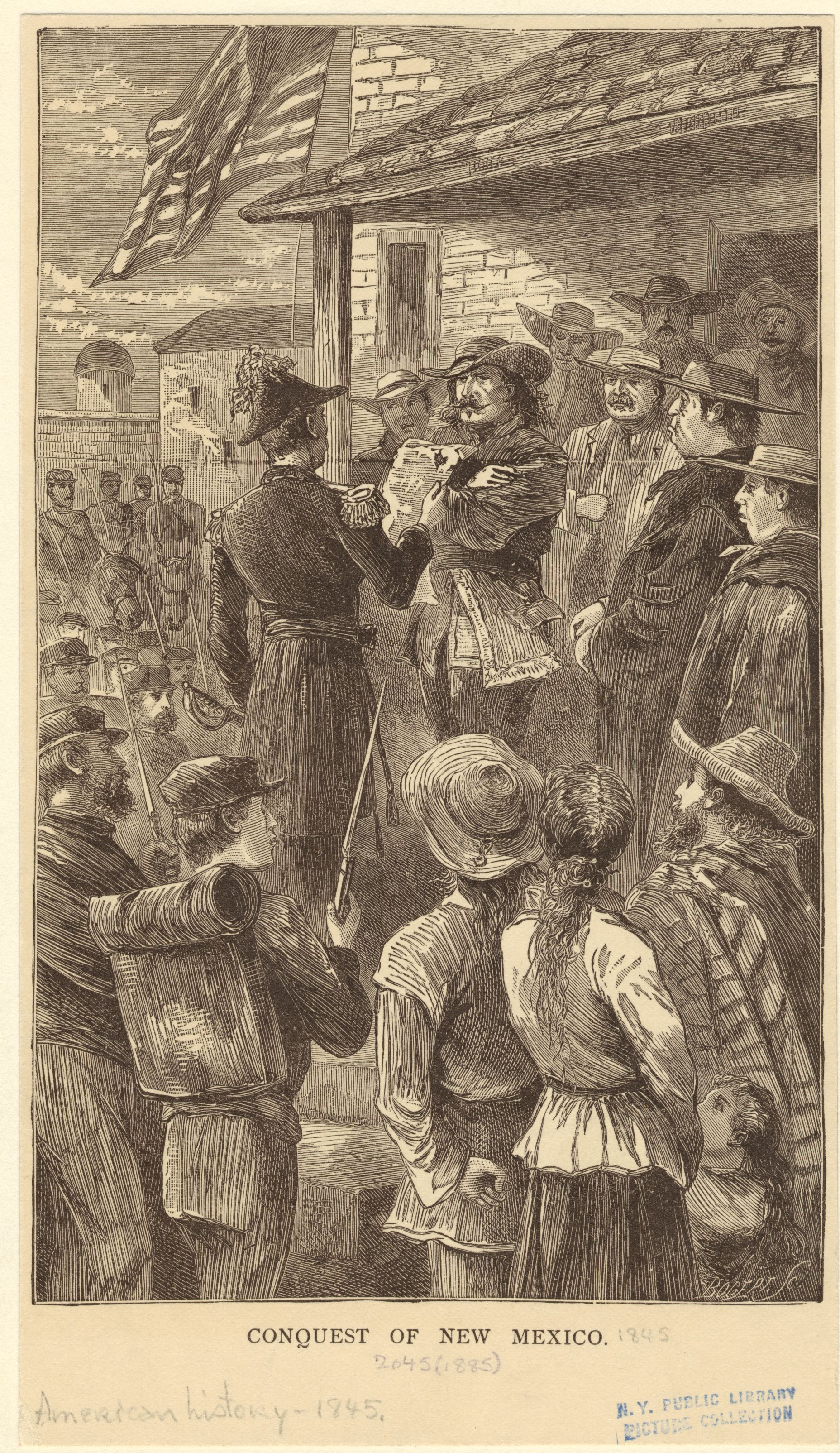
El general Kearny proclama a Nuevo México parte de los Estados Unidos, el 15 de agosto de 1846 en la Plaza de Las Vegas (Nuevo México).

A finales de junio de 1846 Kearny puso en marcha a su Ejército del Oeste por el camino de Santa Fe. El objetivo inmediato de Kearny era ocupar la entonces provincia mexicana de Santa Fe de Nuevo México, que abarcaba la mayor parte del actual estado estadounidense de Nuevo México así como partes de los actuales Texas, Kansas y Oklahoma; como primer paso en su objetivo más ambicioso de conquistar  La Alta California.
Entre el 8 de agosto y el 15 de agosto, en unos sucesos que se conocieron como la Batalla del Cañoncito y la Batalla de Santa Fe (o simplemente la Captura de Santa Fe englobando ambos sucesos), Kearny y su ejército ocuparon la ciudad de Santa Fe sin disparar un solo tiro ante la huida del gobernador mexicano Manuel Armijo y sus fuerzas. Con la toma de Santa Fe, la capital de Nuevo México, todo el territorio quedó en manos de Kearny, que se apresuró a reclamar la soberanía para los Estados Unidos. El 18 de agosto Kearny se proclamó Gobernador Militar de Nuevo México y en septiembre] nombró a un civil, Charles Bent, como Gobernador territorial de Nuevo México. Charles Bent fue asesinado al año siguiente en una rebelión india y ese mismo año (1847) el Congreso de los Estados Unidos revocaría la declaración de Nuevo México como Territorio de los Estados Unidos hecha por Kearny y por eso hasta  1851 no se nombró un nuevo Gobernador.
También Kearny ordenó al coronel Alexander William Doniphan y al teniente Willard Preble Hall (que en el futuro sería un célebre abogado y Gobernador de Misuri) la redacción de un conjunto de leyes para el territorio de Nuevo México, que sería conocido como el Código Kearny. Éste código legal promulgado por Kearny el 22 de septiembre de 1846, publicado tanto en inglés como en español, estaba destinado a garantizar los derechos de todos los residentes de Nuevo México, especialmente de los descendientes de mexicanos que constituían hasta entonces el grueso de la población (regulando la conducta del gobierno de ocupación estadounidense hacia ellos). Era un código progresista para la época que también regulaba el derecho civil y que se basaba en la Carta de Derechos y las leyes de Misuri y leyes de Texas y en el famoso proyecto de código criminal conocido como Código Livingston (por Edward Livingston, su autor, un jurista estadounidense de prestigio internacional en ese entonces y autor también del Código Civil de Luisiana). La influencia del Código Kearny fue tan grande que aún en la actualidad gran parte del Código sigue vigente en la legislación estatal de Nuevo México, con las reformas y enmiendas lógicas para adecuarlo a los nuevos tiempos.
Durante su ocupación del territorio de Nuevo México, Kearny fue bienvenido por el gran jefe indio apache Mangas Coloradas, un cacique que le ofreció una alianza con el objeto de invadir el norte de México. Otro aspecto destacable de la actuación de Kearny en Nuevo México fue su rechazo a las pretensiones de los políticos estadounidenses del estado de Texas, que pretendían anexar Nuevo México a su estado alegando que ese territorio debería considerarse parte integral del texano; pero Kearny frustró sus planes con su oposición.
Al concluir con estas medidas políticas y legislativas, Kearny envió fuerzas al mando del coronel Doniphan para proseguir las operaciones militares en el resto de Nuevo México y otros territorios mexicanos más al sur. Después de instaurar el gobierno territorial de Nuevo México, Kearny dejó al coronel Sterling Price al mando superior de las fuerzas estadounidenses en Nuevo México (el grueso del Ejército del Oeste) mientras que él tomaba una pequeña fuerza para seguir su avance hacia Alta California.

#### Kearny en la campaña de Alta California
Kearny tenía la misión principal de conquistar la entonces provincia mexicana de la Alta California (los actuales estados estadounidenses de California, Nevada, Utah, Arizona y el sureste de Wyoming y el oeste de Colorado). Por eso partió en dirección a ese territorio el 25 de septiembre de 1846 con solo 300 dragones. Pero el 6 de octubre se encontró en la aldea abandonada de Valverde con el explorador Kit Carson, que en ese momento prestaba servicio en el Ejército de los Estados Unidos, y que le puso al tanto de las novedades.
Y es que en los meses anteriores, mientras Kearny se ocupaba de conquistar Nuevo México, otras fuerzas estadounidenses se habían encargado de iniciar la conquista de la Alta California. En primer lugar, un mayor del Ejército de los Estados Unidos, John C. Frémont, que había entrado en la Alta California antes del estallido de la guerra con una pequeña fuerza de alrededor de 60 hombres con supuestos propósitos científicos y exploratorios; había sublevado a los colonos estadounidenses y había proclamado una independiente República de California con el objetivo final de la anexión a los Estados Unidos. Pocos días después, el John D. Sloat, de la Armada de los Estados Unidos, inició la invasión de la Alta California desde el mar proclamando la anexión a los Estados Unidos. Al poco tiempo Sloat fue reemplazado en el mando de la fuerza naval invasora por otro comodoro, Robert F. Stockton, que unió sus fuerzas a las capitaneadas por Frémont (a quien ascendió a teniente coronel y convirtió en su lugarteniente) y juntos conquistaron las principales ciudades de la Alta California. Creyendo que la conquista del territorio había concluido y que se encontraba pacificado, Stockton y Frémont se apresuraron en enviar a Carson (un viejo colaborador de Frémont como explorador) con correspondencia oficial para que notificara al presidente de los Estados Unidos James K. Polk su victoria. Y en ese viaje Carson se encontró con Kearny.
Confiado por las noticias de Carson, Kearny ordenó a 200 de sus hombres que regresaran a Nuevo México, mientras él continuaba el viaje con apenas 100 de sus dragones; asimismo Kearny ordenó a Carson que lo guiara en el camino de regreso a Alta California, mientras la correspondencia para el presidente Polk fue llevada por los hombres de Kearny que iban a regresar a Nuevo México.
Carson guio a Kearny y sus dragones a lo largo del río Gila, en una travesía muy dura por el desierto de Sonora en la que murieron muchas de las mulas que transportaban el equipo y los hombres estaban cada vez más exhaustos. El 25 de noviembre arribaron al río Colorado, y el 5 de diciembre llegaron a 40 kilómetros de la ciudad de San Diego, su destino final. Sin embargo, allí se encontraron con el teniente Archibald H. Gillespie de la Infantería de Marina de Estados Unidos, que les dio malas noticias, ya que en los meses que Carson había estado ausente había estallado una rebelión de los californios (californianos de sangre mexicana) que se habían sublevado contra la ocupación estadounidense y habían expulsado al propio Gillespie de la ciudad de Los Ángeles (la autoritaria forma de gobernar la ciudad por parte de Gillespie había tenido mucho que ver con el estallido de la revuelta). Gracias a esa rebelión, una renovada y vigorosa resistencia por parte de fuerzas mexicanas había puesto en jaque a las fuerzas estadounidenses en el sur de la Alta California, y Stockton se encontraba prácticamente sitiado en San Diego. Precisamente Gillespie traía un mensaje de Stockton para Kearny y lo acompañaba la pequeña fuerza de 36 marines y un pequeño obús con la que había huido después de ser expulsado de Los Ángeles. Kearny incorporó a Gillespie y sus infantes de marina a su columna.
En el mensaje Stockton alertaba de la presencia en el Valle de San Pascual, cerca de la posición donde se encontraba Kearny, de una fuerza de 100 lanceros mexicanos comandados por el general Andrés Pico. Kearny intentó atacarles por sorpresa pero la fuerza de reconocimiento que envió fue descubierta. Por eso el 6 de diciembre de 1846 Kearny tuvo que enfrentarse a Pico y sus lanceros con su fuerza combinada de dragones y marines en la Batalla de San Pascual. Kearny fue derrotado y 17 de sus hombres murieron y 18 más quedaron heridos. El propio Kearny fue herido en el combate, pero logró enviar a Carson a San Diego para pedir ayuda. En respuesta Stockton envió 200 marines y marineros, y su presencia a tiempo logró dispersar a los lanceros mexicanos antes de que pudieran aniquilar por completo a la columna de Kearny. Por esa razón, Kearny alegaría más tarde que no había sido derrotado y que los mexicanos fueron los verdaderos derrotados en San Pascual; pero la opinión de otros oficiales estadounidenses fue que los vencedores indiscutibles fueron los mexicanos y que los Estados Unidos habían sido derrotados en esa batalla.
Escoltados por los hombres de Stockton, Kearny y los agotados y maltrechos sobrevivientes de su columna llegaron a San Diego, donde estaba el cuartel general de las fuerzas invasoras estadounidenses de Alta California, el 12 de diciembre. Entonces surgió una cuestión sobre la cadena de mando; tanto Stockton como Kearny tenían rangos similares o equivalentes dentro del escalafón militar, y ambos alegaban tener instrucciones del mando supremo para comandar la conquista de la Alta California. De momento, Kearny tuvo que reconocer el título de Gobernador Militar de Alta California que se había arrogado Stockton con permiso del presidente Polk, y aceptar que ejerciera el mando superior de las fuerzas estadounidenses en el teatro de operaciones de las Californias, ya que Stockton le llevaba ventaja por haber llegado primero y tener una mayor cantidad de tropas. Pero el conflicto entre ambos resurgiría al final de la campaña.
A lo largo del mes de diciembre Stockton y Kearny consolidaron su control sobre la zona de San Diego. A finales del mes salieron de San Diego con una fuerza formada por 600 marines y marineros de la flota de Stockton y 60 dragones de Kearny, en total 660 hombres. Mientras tanto, Frémont maniobraba desde otro lugar con otra fuerza estadounidense de alrededor de 450 hombres. La estrategia consistía en cercar a los mexicanos con estos dos ejércitos desde dos direcciones distintas, en una maniobra de tenazas, convergiendo ambas fuerzas sobre la ciudad de Los Ángeles, el último reducto de la resistencia mexicana en Alta California. La estrategia dio resultado y los defensores mexicanos de Los Ángeles se hallaron en una situación cada vez más difícil ante los avances de Stockton-Kearny, por un lado, y de Frémont, por otro. Hubo intentos de negociación por parte de los comandantes mexicanos, pero Stockton se mostró intransigente al exigir una rendición incondicional.
El 8 de enero de 1847 Stockton y Kearny libraron la decisiva Batalla del Río San Gabriel contra el ejército mexicano comandado por el general José María Flores (Gobernador mexicano de la Alta California). Los mexicanos sufrieron una terrible derrota. Al día siguiente, el 9 de enero, Kearny y Stockton remataron su labor victoriosa al derrotar a los mexicanos en la Batalla de La Mesa. Esa batalla sería el último acto de resistencia armada de los mexicanos en Alta California, y como resultado de ella los mexicanos evacuaron Los Ángeles, que fue de nuevo ocupada por los estadounidenses el 10 de enero.
El 11 de enero el general Flores renunció al mando de las tropas mexicanas y se marchó a México; el general Andrés Pico lo reemplazó. Sin embargo, cuando Pico intentó retirarse con lo que quedaba de las diezmadas fuerzas mexicanas, se encontró con el teniente coronel Frémont cerrándole el camino con la otra fuerza estadounidense. Sin otra salida, Pico firmó con Frémont el 13 de enero de 1847 el Tratado de Cahuenga, por el cual los mexicanos se rendían ante los estadounidenses y terminaba definitivamente su resistencia a la invasión, quedando el territorio bajo el firme control de los Estados Unidos.
Aunque la campaña militar de Alta California había concluido con éxito, seguidamente se presentó un conflicto político-militar entre los triunfadores. La relación ya tensa entre Kearny y Stockton se rompió, ya que Stockton debía renunciar a su cargo de Gobernador Militar de Alta California para continuar su servicio en otros lugares donde se le requería una vez terminado su trabajo en Alta California; pero en lugar de traspasar el cargo a Kearny, el 16 de enero nombró como su sucesor en el cargo de Gobernador Militar a su lugarteniente, el teniente coronel Frémont. Kearny reaccionó con enfado y declaró el nombramiento nulo y sin valor; alegando su rango superior y el apoyo del Presidente y del Secretario de Guerra, Kearny exigió a Frémont que se retirara del cargo y se lo entregara de inmediato a él. Pero Frémont, apoyado por Stockton, se negó, alegando ambos que las fuerzas mexicanas se habían rendido ante Frémont (lugarteniente de Stockton en ese momento) y no ante Kearny y Stockton.
Durante semanas se presentó una confusa situación en la que Kearny demandaba insistentemente el cargo de Gobernador, al mismo tiempo que le daba varias oportunidades a Frémont para renunciar voluntariamente, pero Frémont se negaba con terquedad. Por otro lado, Kearny llevó el conflicto ante el gobierno en Washington D. C.; y finalmente obtuvo el apoyo del presidente Polk que le dio la razón y lo ratificó como legítimo Gobernador Militar de Alta California. Como resultado, Kearny procedió a arrestar a Frémont, y en agosto de 1847 lo envió a Washington D. C. para que fuera sometido a un consejo de guerra por los delitos de motín e insubordinación. Frémont sería encontrado culpable y la sentencia aprobada por el presidente Polk, aunque el mismo presidente le perdonaría el cumplimiento de la pena en vista de sus servicios en la guerra; lo que no sería suficiente para Frémont que renunció al Ejército por considerar la sentencia injusta y deshonrosa.
El mismo mes que enviaba a Frémont al consejo de guerra, Kearny viajó a Washington y fue recibido como un héroe.

### Últimos servicios y muerte
Luego de su breve servicio como Gobernador Militar de Alta California, Kearny continuó su participación en la guerra con México y fue nombrado Gobernador Militar de Veracruz, ocupada en ese momento por las fuerzas estadounidenses. El 16 de marzo de 1848 Kearny fue nombrado Gobernador Militar de la Ciudad de México, también ocupada por las fuerzas estadounidenses; en ese cargo actuaría como un alcalde de la capital mexicana.
En septiembre de 1848 Kearny recibió un nombramiento honorario temporal de general de división como recompensa por sus servicios, a pesar de la fuerte oposición de un senador del Congreso de los Estados Unidos, Thomas Hart Benton, suegro de John C. Frémont.
Pero para ese momento Kearny ya estaba enfermo de Fiebre amarilla, que había contraído en Veracruz; por eso regresó a la ciudad de San Luis, en Misuri (donde estaba asignado antes de la guerra), y allí murió el 31 de octubre de 1848 con 54 años de edad. Está enterrado en el Cementerio de Bellefontaine de San Luis, un Hito Histórico Nacional estadounidense.